# Burgwall von Senftenberg
Der Burgwall von Senftenberg war eine Siedlungsanlage aus dem Ende der frühen Eisenzeit im heutigen Stadtgebiet der südbrandenburgischen Kreisstadt Senftenberg im Landkreis Oberspreewald-Lausitz.

## Lage
Der Burgwall befand sich in den Niederungen der Schwarzen Elster und Sornoer Elster im sogenannten Laugkfeld. Durch den Tagebau Sedlitz wurde die Anlage devastiert. Die Erforschung der Anlage fand Anfang der 1930er Jahre statt. Sie befand sich ungefähr 2 Kilometer nordöstlich der Senftenberger Peter-Paul-Kirche in Richtung Sedlitz.

## Burgwall vor der Grabung
Vor Beginn der Grabungstätigkeiten war der Burgwall bereits bekannt und wurde als „Altes Schloß“ bezeichnet. Es rankten sich Geschichten um ihn. So soll er ein Raubritternest gewesen sein oder der Ort, an dem die Mittagsfrau umgeht. 
Ernst Friedel, Direktor des Märkischen Provinzialmuseums, untersuchte den Burgwall bereits ab dem 22. Mai 1887 und stellte dabei fest, dass „er in die Zeit vor der slawischen Besiedlung fällt.“ Die Gefäße wiesen „vorslawische Verzierungsweise und Formgebung“ auf.

## Auslöser für die Grabungen
Die Ilse Bergbau AG erschloss 1927 den Tagebau Ilse-Ost (nachmals Tagebau Sedlitz) im entwässerten Laugkfeld, um Braunkohle abzubauen. Ab 1931 war der Burgwall durch den Braunkohletagebau bedroht. Aus diesem Grund kam es zu Grabungen am Burgwall, die durch die Ilse gefördert wurden. Die Grabungen am Burgwall begannen am 8. Juni 1931 und wurden durch Alfred Götze aus Berlin geleitet. Sie fanden in zwei vierwöchigen Grabungsabschnitten in den Jahren 1931 und 1932 statt. Im Herbst des Jahres 1932 wurde der Burgwall devastiert.

## Grabungsfunde
Zu den Grabungsfunden gehörten neben über 1000 Holzpfosten und Pfostengruben, Holzquirle, Gefäße und Bruchstücke einer Bronzeform für eine Nadel. Diese Fundstücke konnten der Billendorfer Kultur zugeordnet werden. Des Weiteren wurden in einem Pfostenloch verbrannte Hirse, Erbsen und Getreidekörner gefunden.

## Ergebnisse der Grabung
Der Senftenberger Burgwall war als unregelmäßiger Kreis angelegt. Dessen Durchmesser betrug 150 Meter. Die Besiedlung lag in der frühen Eisenzeit, das heißt in der Zeit von 800 bis 400 v. Chr. 
Nach einer ersten Besiedlungsphase wurde die Anlage durch einen Großbrand vollständig zerstört. Anschließend wurde an gleicher Stelle eine zweite Anlage mit vereinfachter Toranlage errichtet. Die Toranlage stellte den einzigen Zugang zum Burgwall dar.
Durch die Anordnung der Pfosten und Pfostenlöcher konnte auf die Innenbebauung der Burg- und Wallanlage geschlossen werden. Innerhalb der Anlage lag vor dem Tor ein unbebauter Platz, der möglicherweise als Marktplatz genutzt wurde. In der ersten Besiedlungsphase waren die Pfostenhäuser in geordneten Reihen errichtet. Die Straßen verliefen geradlinig. In der zweiten Besiedlungsphase nach dem Wiederaufbau waren die Häuser ungeordnet errichtet. Die Anzahl der Häuser, die aus den gefundenen Pfostenlöchern rekonstruiert wurden, ließ den Schluss zu, dass ungefähr 650 Personen in der Siedlung lebten. Der Wall war eine Holz- und Erdkonstruktion. Auf der Innenseite war er von einer hölzernen Ringstraße begrenzt. Als Grund für die Befestigung werden Hochwasserschutz und Abwehr feindlicher Überfälle angenommen. Als Brunnen diente ein ausgehöhlter Eichenstamm mit einem Meter Durchmesser. Aus dem Brunnen stammen unter anderem die Quirlfunde.
Die Bewohner betrieben Ackerbau, Viehzucht und Töpferei und verarbeiteten Bronze. Die planmäßige Anlage lässt auf Arbeitsteilung und soziale Differenzierung der Bewohner schließen.
Nach der Aufgabe kam es zu keiner slawischen Nachsiedlung.